# Nakamuta Kuranosuke

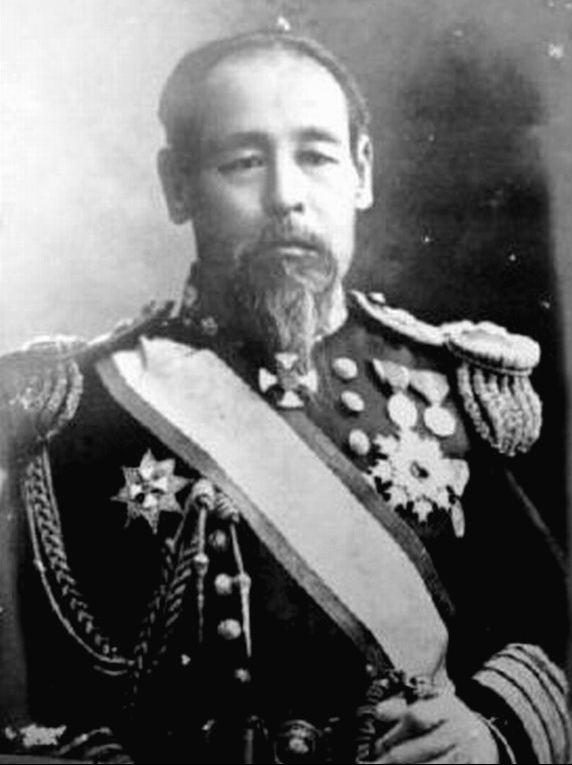
Nakamuta Kuranosuke

Shishaku Nakamuta Kuranosuke (jap. 中牟田倉之助; * 24. Februar 1837 in Saga-han, Provinz Hizen, Japan; † 30. März 1916) war ein japanischer Seeoffizier der Kaiserlich Japanischen Marine und zuletzt Vizeadmiral, der unter anderem von 1892 bis 1894 Chef des Admiralstabes war.

## Leben

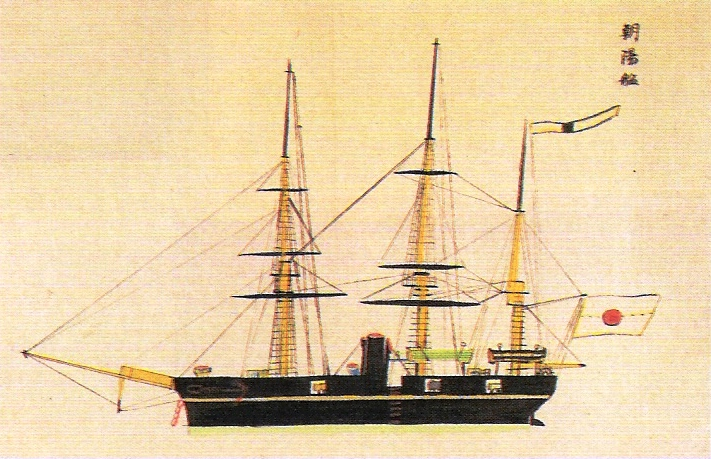
Während des Boshin-Krieges wurde Nakamuta 1869 Kommandant der Dampfschiff-Korvette Chōyō Maru.

Nakamuta Kuranosuke nahm am Boshin-Krieg (27. Januar 1868 bis 27. Juni 1869) teil und wurde in deren Verlauf im März 1869 in die neu gegründete Kaiserliche Marine übernommen. Dabei wurde er am 30. März 1869 zunächst Kommandant der Dampfschiff-Korvette Chōyō Maru, mit der er an der Seeschlacht von Hakodate (4. bis 10. Mai 1869) teilnahm. Im Juli 1870 wurde er Kommandant der Kleinen Flotte und erhielt in dieser Verwendung am 14. Dezember 1870 seine Beförderung zum Fregattenkapitän (Chūsa). Während er zwischen dem 18. Februar und dem 3. November 1871 Vize-Direktor der Marineakademie war, wurde er am 5. August 1871 zum Kapitän zur See (Taisa) befördert. Nach seiner knapp drei Monate später erfolgten Beförderung zum Konteradmiral (Shōshō) war er als Nachfolger von Kawamura Sumiyoshi vom 3. November 1871 bis zum 17. Oktober 1875 erstmals Direktor der Kaiserlich Japanischen Marineakademie (Kaigun Heigakkō) und verblieb auf diesem Posten bis zu seiner Ablösung durch Yoshijima Tokiyasu am 17. April 1889. Im Anschluss wurde er am 17. Oktober 1875 vom Marineministerium (Kaigun-shō) nach Nagasaki abgeordnet und war anschließend zwischen dem 28. Oktober 1875 und dem 5. September 1876 Kommandant des Westgebiets. Danach fungierte er zwischen dem 5. September 1876 und dem 18. Januar 1878 als Adjutant im Marineministerium und war zudem vom 31. Oktober 1877 bis zum 18. Januar 1878 erneut Direktor der Marineakademie. Danach war er zwischen dem 18. Januar 1878 und dem 4. Dezember 1880 Direktor der Marinewerft Yokosuka und erhielt in dieser Verwendung am 21. November 1878 auch seine Beförderung zum Vizeadmiral (Chūjō).
Vizeadmiral Nakamuta fungierte zwischen dem 4. Dezember 1880 und dem 26. April 1886 als Oberkommandierender des Marinebezirks Tōkai in der Ise-Bucht und war daneben vom 16. Juni 1881 bis zum 12. Oktober 1882 der Vize-Seelord (Kaigun Dayu) sowie danach zwischen dem 12. Oktober 1882 und dem 29. Juni 1885 zugleich Direktor der Ingenieurakademie der Marine. Für seine langjährigen Verdienste wurde er am 7. Juli 1884 als Vizegraf (Shishaku) in den Adelsstand (Kazoku) erhoben und war vom 4. Februar 1886 bis zum 8. März 1889 erstmals Mitglied des Admiralitätsausschusses. Nachdem er seit dem 15. Dezember 1884 mit der Vorbereitung betraut war, wurde er am 26. April 1886 erster Oberkommandierender des Marinebezirks Yokosuka und verblieb auf diesem Posten bis zu seiner Ablösung durch Nire Kagenori am 8. März 1889. Zugleich war er zwischen dem 26. April 1886 und dem 8. März 1889 auch wieder Mitglied des Admiralitätsausschusses und übernahm als Nachfolger von Maki Nagayoshi am 8. März 1889 den Posten als Oberkommandierender des Marinebezirks Kure (Kure chinjufu) und verblieb auf diesem Posten bis zum 12. Dezember 1892, woraufhin Arichi Shinanojō ihn ablöste.
Im Anschluss wurde Nakamuta Kuranosuke am 12. Dezember 1892 Nachfolger von Inoue Yoshika Chef des Admiralstabes und verblieb in dieser militärischen Spitzenposition innerhalb der Marine bis zum 17. Juli 1894, woraufhin Kabayama Sukenori ihn ablöste. Zugleich war er als Nachfolger von Nire Kagenori vom 12. Dezember 1892 bis zu seiner Ablösung durch Tsuboi Kōzō am 20. Mai 1893 auch Direktor der Kaiserlich Japanischen Marinehochschule (Kaigun Daigakkō). Er gehörte zwischen dem 12. Dezember 1892 und dem 17. Juli 1894 auch wieder dem Admiralitätsausschuss als Mitglied an und war danach vom 17. Juli 1894 bis zu seinem Tode am 30. März 1916 Mitglied des Geheimen Kronrates (Sūmitsu-in). Nachdem er am 1. Februar 1900 in die zweite Marinereserve versetzt wurde, trat er schließlich am 19. Oktober 1905 endgültig in den Ruhestand.

## Hintergrundliteratur
- Trevor N. Dupuy: Encyclopedia of Military Biography, I B Tauris & Co Ltd., 1992, ISBN 1-85043-569-3.(Onlineversion (Auszug))
- Andrew Cobbing: The Japanese Discovery of Victorian Britain. Early Travel Encounters in the Far West. RoutledgeCurzon, 1998, ISBN 1-873410-81-6.
- J. E. Hoare: Britain and Japan: Biographical Portraits, Band III, RoutledgeCurzon, 1999, ISBN 1-873410-89-1.
- J. Charles Schencking: Making Waves: Politics, Propaganda, And The Emergence Of The Imperial Japanese Navy, 1868–1922. Stanford University Press, Stanford 2005, ISBN 0-8047-4977-9.